# Жумаканов, Николай Владимирович
Николай Владимирович Жумаканов (каз. Николай Владимирович Жұмақанов; род. 1 февраля 1984, Алма-Ата, Казахская ССР, СССР) — казахстанский дипломат. Чрезвычайный и полномочный посол Республики Казахстан в Республике Кипр (с 2025 года).

## Биография
Окончил Казахский национальный университет имени аль-Фараби по специальности «Международное право», магистратуру Европейского центра международных и стратегических исследований (Бельгия).
2005—2008 гг. — референт, атташе, третий и второй секретарь Международно-правового департамента Министерства иностранных дел Республики Казахстан (МИД РК)
2008—2009 гг. — менеджер компании «Казатомпром».
2009—2012 гг. — второй, первый секретарь, советник Международно-правового департамента МИД РК.
2012—2017 гг. — советник, советник-посланник посольства Казахстана в Бельгии.
2017—2018 гг. — заместитель директора Департамента Европы МИД РК.
2018—2024 гг. — директор Международно-правового департамента МИД РК.
С октября 2024 года по 23 января 2025 года — посол по особым поручениям МИД РК.
С 23 января 2025 года — Чрезвычайный и Полномочный Посол Республики Казахстан в Республике Кипр.